# Први лички партизански одред
Први лички народноослободилачки партизански (НОП) одред "Велебит" је био партизанска јединица у саставу Народноослободилачке војске и партизанских одреда Југославије током Другог светског рата у Југославији.

## Историјат
Формиран је крајем септембра 1941. од герилског батаљона Велебит. Имао је око 2000 бораца организованих у 4 батаљона, али само 200 наоружаних. Борци су били с територије која се приближно поклапала с подручјем тадашњег срела Госпић. У новембру је у одреду формирана Јуришна чета, као његова покретна и ударна јединица. Истог месеца четници су разбили 3. батаљон који више није обнављан. Јууришна чета и део 1. батаљона разбили су 6/7. јануара 1942. италијанску моторизовану колону у Плочи: заробили су 40 војника и запленили 40 пушака, 4 пушкомитраљеза, 24 пиштоља и уништили 6 камиона, док је 2. батаљон 23. и 24. јануара 1942. на Љубову поразио ојачани 2. пук италијанске дивизије Ре, који је покушао да од Госпића продре у Кореницу. Италијани су имали 419 погинулих, рањених, смрзнутих и заробљених војника и официра, заплењена су 2 тенка, 4 топа и други ратни материјал. У фебруару и марту један комбиновани батаљон Одреда учествовао је у блокади Коренице. У марту 1942. од дотадашња три батаљона формирана су два (касније названи Мирко Штулић и Велебит), а у априлу од Јуришне чете и нових бораца батаљон Пекиша Вуксан, који је стављен почедтом јуна, под непосредну команду штаба Групе НОП одреда за Лику. Одред је у марту и априлу водио тешке борбе с италијанским јединицама у рејону Љубова, Широке Куле, Островице, Плочанског кланца и код села Средње Горе при деблокади италијанског гарнизона у Кореници. Његови делови одбили су 12. априла напад на Могорић 3000—4000 Италијана из дивизије Ре. У пролеће и у лето јединице одреда више пута су рушиле железничку пругу Госпић—Ловинац и нападале четнике на подручју Почитеља, Медака, Радуча и усташе у Вранику, Брушанима, Личком Петровом Селу, Жабици и Широкој Кули, а делом снага садејствовао је јединицама у нападима на Подлапац и Удбину. Одред је у јулу са батаљоном Стојан Матић из 3. личког НОП одреда (привремено названим Комбиновани одред) чистио од усташа села у западној Лици (Брушане, Оштарије, Смиљан, Растока, Бужим, Пазариште). Средином септембра расформиран је и оба његова батаљона (јачине 612 бораца) ушла су у састав новоформиране 9. бригаде Хрватске (3. личка). Одред је издавао лист Велебит.